# 押小路甫子
押小路 甫子（おしこうじ なみこ）は、江戸時代後期から明治時代にかけての女官、著作家。大外記押小路師武の養女。孝明天皇幼時の御乳人を務め、のち孝明朝の大御乳人。日記『大御乳人甫子記』や、随筆『大御乳人甫子雑記』を著した。

## 経歴
文化5年10月7日（1808年11月24日）、左大史の壬生知音の次男壬生正路の娘として生まれる。初名は満子。その後、大外記の押小路師武の養女となる。壬生家と押小路家は、共に「地下官人の棟梁」とされ、下級実務官僚の首座とされた家格である。
天保6年（1835年）7月、仁孝天皇第四皇子の煕宮（後の孝明天皇）の儲君御乳人（おちのひと、乳母）となる。東宮御乳人を経て、弘化3年（1846年）2月、孝明天皇が受禅し、大御乳人（中級女官である命婦の次席）となる。慶応3年（1867年）1月、明治天皇践祚に伴って大御乳人を辞すが、明治4年（1871年）6月まで前大御乳人として勤仕した。隠居女官名は椹木。
明治17年（1884年）9月12日、数え77歳（満75歳）で死去。
その日記『大御乳人甫子記』全25冊は、安政6年（1859年）から明治4年（1871年）までの職務記録を記した貴重史料。『大御乳人甫子雑記』全3冊と合わせ、大部分は『日本史籍協会叢書』に『押小路甫子日記』として所収されている。